# Giovanni Goria
Giovanni Giuseppe Goria (ur. 30 lipca 1943 w Asti, zm. 21 maja 1994 tamże) – włoski polityk, minister i parlamentarzysta, premier Włoch w latach 1987–1988.

## Życiorys
W 1960 wstąpił do partii Chrześcijańska Demokracja. Ukończył studia ekonomiczne. Był członkiem władz prowincji Asti, prezesem izby handlowej i regionalnym sekretarzem Chrześcijańskiej Demokracji. W 1976 po raz pierwszy został wybrany do Izby Deputowanych. Uzyskiwał reelekcję w kolejnych wyborach. Zasiadał w niższej izbie włoskiego parlamentu do 1992 w okresie VII, VIII, IX, X i XI kadencji.
Był doradcą premiera ds. ekonomicznych, następnie od 1981 do 1982 podsekretarzem w resorcie skarbu w gabinecie Giovanniego Spadoliniego. Od grudnia 1982 do lipca 1987 pełnił funkcję ministra skarbu w czterech kolejnych rządach. W ostatnim z nich od kwietnia do lipca 1987 jednocześnie pełnił obowiązki ministra budżetu. 28 lipca 1987 stanął na czele włoskiego gabinetu tworzonego przez koalicję Pentapartito (chadeków, socjalistów, socjaldemokratów, liberałów i republikanów). Urząd ten sprawował do 13 kwietnia 1988. W swoim rządzie był jednocześnie ministrem bez teki do spraw sytuacji nadzwyczajnych w Mezzogiorno.
W 1989 został wybrany na deputowanego do Parlamentu Europejskiego III kadencji. Był członkiem grupy Europejskiej Partii Ludowej i przewodniczącym Komisji ds. Kwestii Politycznych. W kwietniu 1991 objął stanowisko ministra rolnictwa i leśnictwa w rządzie Giulia Andreottiego. W czerwcu 1992 przeszedł na urząd ministra finansów w nowym gabinecie, na czele którego stanął Giuliano Amato. Zakończył urzędowanie w lutym 1993. Ustąpił po oskarżeniach korupcyjnych, w prowadzonym postępowaniu przedstawiono mu zarzuty łapówkarstwa. Został w pierwszej instancji częściowo uniewinniony od popełnienia zarzucanych mu czynów. W 1994 zmarł na raka płuc przed prawomocnym zakończeniem swojego procesu karnego.